# Hexatoma (Eriocera) albonotata albonotata
Hexatoma (Eriocera) albonotata albonotata is een ondersoort van de tweevleugelige Hexatoma (Eriocera) albonotata uit de familie steltmuggen (Limoniidae). De ondersoort komt voor in het Afrotropisch gebied.